# Турніри 1-ї категорії WTA 2000
The table below shows the Турніри 1-ї категорії WTA 2000 schedule.

## Singles
| Tournament   | Surface   | Week       | Winner                                | фіналіст         | Semi finalists                  | Quarter finalists                                             |
| ------------ | --------- | ---------- | ------------------------------------- | ---------------- | ------------------------------- | ------------------------------------------------------------- |
| Токіо        | Килим (i) | 31 січня   | Мартіна Хінгіс 6–3, 7–5               | Сандрін Тестю    | Чанда Рубін Катарина Среботнік  | Анна Курнікова Аманда Кетцер Наталі Тозья Лілія Остерло       |
| Індіан-Веллс | Хард      | 6 березня  | Ліндсі Девенпорт 4–6, 6–4, 6–0        | Мартіна Хінгіс   | Марі П'єрс Олена Дементьєва     | Моніка Селеш Серена Вільямс Чанда Рубін Кончіта Мартінес      |
| Маямі        | Хард      | 20 березня | Мартіна Хінгіс 6–3, 6–2               | Ліндсі Девенпорт | Моніка Селеш Сандрін Тестю      | Аманда Кетцер Емі Фрейзер Дженніфер Капріаті Надія Петрова    |
| Гілтон-Гед   | Ґрунт     | 17 квітня  | Марі П'єрс 6–1, 6–0                   | Аранча Санчес    | Моніка Селеш Кончіта Мартінес   | Єлена Докич Руксандра Драгомір Іліє Аманда Кетцер Яна Неєдли  |
| Берлін       | Ґрунт     | 8 травня   | Кончіта Мартінес 6–1, 6–2             | Аманда Кетцер    | Мартіна Хінгіс Йоаннетта Крюгер | Сандрін Тестю Гала Леон Гарсія Анке Губер Олена Дементьєва    |
| Рим          | Ґрунт     | 15 травня  | Моніка Селеш 6–2, 7–6(7–4)            | Амелі Моресмо    | Коріна Мораріу Фабіола Сулуага  | Джулія Казоні Єлена Докич Аранча Санчес Наталі Тозья          |
| Montréal     | Хард      | 14 серпня  | Мартіна Хінгіс 0–6, 6–3, 3–0, знялася | Серена Вільямс   | Кончіта Мартінес Аранча Санчес  | Сандрін Тестю Анна Кремер Емі Фрейзер Магдалена Малеєва       |
| Zurich       | Килим (i) | 9 жовтня   | Мартіна Хінгіс 6–4, 4–6, 7–5          | Ліндсі Девенпорт | Дженніфер Капріаті Барбара Шетт | Анастасія Мискіна Анна Курнікова Наталі Тозья Чанда Рубін     |
| Москва       | Килим (i) | 23 жовтня  | Мартіна Хінгіс 6–3, 6–1               | Анна Курнікова   | Амелі Моресмо Наталі Тозья      | Олена Дементьєва Магдалена Малеєва Тетяна Панова Барбара Шетт |